# Derek Grierson
Derek Dunlop Grierson (Prestonpans, 5 oktober, 1931 - 7 september, 2011) was een Schots voetballer die als aanvaller speelde.
Grierson speelde voor Queen's Park, Rangers, Falkirk, Arbroath, Stirling Albion, Forfar Athletic en Cowdenbeath